# همین‌جا (ترانه جاستین بیبر)
«همین‌جا» (به انگلیسی: Right Here) ترانه‌ای از خواننده و رپر اهل کانادا جاستین بیبر و دریک است. این ترانه در ۵ فوریه ۲۰۱۳ برای تک‌آهنگ سومین آلبوم استودیویی جاستین با عنوان باور (۲۰۱۲) منتشر شد.